# LearnStream
LearnStream е компания за онлайн обучение, базирана във Фредериктън, Канада. 

## История
Компанията първоначално е създадена през 1998 г. чрез MBO с ливъридж на операцията от бившата компания майка FirstClass Systems Corp, базирана в Уайт Рок, Британска Колумбия. LearnStream Strategies стартира отново през 2022 г., за да предоставя услуги за стратегически консултации и развитие в онлайн образованието, корпоративното обучение и пространството за електронно обучение.
Компанията е основана от предприемачите Кен Реймър и Фил Ламбърт, които набират капитала и организират изкупуването от ръководството от компанията майка. Преди това Раймър е бил президент на FirstClass Systems Product Development Corporation и е имал предишни предприемачески начинания в Западна Канада. Ламбърт преди това е бил вицепрезидент на FirstClass Systems Product Development Corporation и допринася с богатия опит с големи мултинационални играчи и малки стартиращи фирми.

## Описание
Въпреки че първоначално компанията се фокусира върху ИТ обучението, тя разширява клиентската си база, за да включи финансови услуги, фармацевтични продукти, международно развитие и отбрана.
Едно от признанията за компанията е спечелването на наградата Канадска компания за нови медии на годината през 2000 г.  Освен това тя печели награди „Синди“, награда KIRA, награда за качество „Кей Си Ървинг“ и редица награди за мултимедиен продуцент.
Компанията е закупена през 2005 г. от Vitesse Learning и работи от базата си в Ню Брънзуик, докато оригиналният LearnStream не е включен в обединено предприятие. През 2021 г. LearnStream е пуснат отново, за да обслужва нарастващ пазар за електронно и онлайн обучение.

## Влияние
Като пионер в електронното обучение, базиран във Фредериктън, LearnStream е основен играч в развитието на работната сила за електронно обучение от дизайнери на обучение, графични художници, медийни разработчици, програмисти и други. Много възпитаници на LearnStream се присъединяват и сега предоставят тези умения на други фирми в района на Фредериктън, включително Bluedrop Performance Learning, Innovatia, Skillsoft, PulseLearning, Red Hot Learning, PQA и Virtual Expert Clinics. Възпитаниците поддържат връзка чрез „Фейсбук“ група за бивши служители на LearnStream.
Редакционна статия на Telegraph-Journal споменава LearnStream като една от четирите компании (LearnStream, Mariner Partners, Q1Labs и Radian6), които „са показали, че New Brunswickers имат всичко необходимо, за да превъзхождат в разработването и прилагането на нови технологии“.